# Горн (Німеччина)
Горн (нім. Horn) — громада в Німеччині, розташована в землі Рейнланд-Пфальц. Входить до складу району Рейн-Гунсрюк. Складова частина об'єднання громад Зіммерн.
Площа — 6,86 км2. Населення становить 350 ос. (станом на 31 грудня 2020).